# Anton Délvig
Anton Délvig (rus: Антон Дельвиг)  (Moscou, 6 d'agost de 1798 (Julià) - Sant Petersburg, 14 de gener de 1831 (Julià)), nom complet amb patronímic Anton Antónovitx Délvig, rus: Антон Антонович Дельвиг, fou un poeta i periodista rus, que va estudiar al Liceu de Tsàrskoie Seló, al costat d'Aleksandr Puixkin, que es convertiria en gran amic seu. Puixkin li va dedicar un poema ('O, Délvig'). Délvig va encarregar un retrat de Puixkin elaborat per Órest Kiprenski, que Puixkin compraria anys més tard a la vídua del seu amic.

## Vida
Provenia per línia paterna d'una noble i empobrida família germanobàltica. Però era tan russificat, que no parlava alemany. El seu pare, Anton Antónovitx Délvig (17-6-1773 - 8-7-1828) - fou oficial al regiment major d'Astrakhan (1816). La mare, Matvéievna Krassilnikova Liúbov (m. 1859) era neta de l'astrònom rus Andrei Dmítrievitx Krassilnikov.
El 1811 Délvig va entrar a Tsàrskoie Seló, on va estudiar amb mandra, però aviat va començar a escriure poesia, i el 1814 aquesta es va publicar al diari L'Herald d'Europa "Sobre la presa de París" - signada per Rus)
Es va graduar del Liceu Tsàrkoie Seló el 1817 i en sortir va escriure el poema «Sis anys», que fou imprès, musicat i cantat repetidament al liceu. Va treballar al departament de mines i sal, i d'allà se n'anà a treballar com a funcionari del Ministeri d'Hisenda. Des del 1821 al 1825 fou bibliotecari adjunt d'Ivan Krilov a la Biblioteca Pública Imperial.
Fins al final de la seva vida, Délvig va treballar al Ministeri de l'Interior. Va morir de febre tifoide («febre pútrida») l'any 1832. Fou enterrat a la necròpolis de Mestres d'Arts al Cementiri de Tikhvin dins el Monestir d'Alexandre Nevski.

## Creativitat
En la seva poesia, Délvig va defensar la minvant tradició del neoclassicisme rus. El 1825 Delvig es casà amb Sofia Mikhàilovna Saltikovoi i llur casa va esdevenir uns dels salons literaris de Sant Petersburg. Les vetllades literàries aplegaven diversos amics del poeta: Aleksandr Puixkin, Ievgueni Baratinski, Vassili Jukovski, Piotr Pletniov, Nikolai Iazíkov. Alhora, va començar a publicar: entre el 1825 i el 1830, juntament amb Órest Sómov va publicar set llibres. Fou editor dels almanacs Sévernie Tsveti (‘Flors del nord’) (1825-1831), en què Puixkin va col·laborar regularment, i Lliri de neu el 1829 i des de 1830 va emprendre la publicació de la Gaseta Literària, que va continuar després de la seva mort. La publicació va ser prohibida pel govern tsarista davant la informació presentada per Faddei Bulgarin.
Estudiant mandrós i de baix rendiment, Délvig es referia alegrement a la seva musa. Escrivia molt a poc a poc. Aquesta mandra segurament va contribuir molt a la grassa figura del poeta.
No obstant això, no era lliure de les passions. Una fou Sofia Ponomareva, a qui va dedicar diversos poemes. La poesia de Delvig evolucionà en dues direccions. D'una banda, va tractar de ser hel·lè i la imitació de l'antiga antològica escriure un poema idíl·lic del gust de Teòcrit, etc., i de l'altra era interessat en la poesia popular russa i imitava la cançó popular lírica.
Encara en vida del poeta, els seus poemes foren musicats per Aleksandr Dargomijski, Aleksandr Varlàmov, Mikhaïl Glinka, Aleksandr Aliàbiev. Potser la seva obra més famosa va ser la cançó «Rossinyol», dedicada a Aleksandr Puixkin; la romança és viva gairebé dos segles després entre els cantants més destacats.

## Traduccions al català
- Poesia russa. Antologia / Vidal, Helena (Ed., Trad., Pr.); Desclot, Miquel (Ed., Trad.), Barcelona : Edicions 62: 1983 (Les Millors Obres de la Literatura Universal; 28) ISBN 8429720774